# Kanadalök
Kanadalök (Allium canadense) är en flerårig växtart i släktet lökar och familjen amaryllisväxter. Den beskrevs av Carl von Linné.

## Utbredning
Arten växer vilt i östra och centrala Nordamerika, från Texas i sydväst till Québec i nordost. Den odlas även som prydnadsväxt i andra delar av världen.

## Underarter
Arten delas in i följande underarter:
- A. c. canadense
- A. c. ecristatum
- A. c. hyacinthoides
- A. c. lavandulare
- A. c. mobilense